# ISDN Resource Record
Der ISDN Resource Record ist eine experimentelle Erweiterung des Domain Name Systems und wird durch RFC 1183 aus dem Jahr 1990 definiert. Ziel dieser Erweiterung ist die Integration des Telefonnetzes in die Informationsinfrastruktur des Internets.
Durch diesen Resource Record (RR) wird einem DNS-Namen eine ISDN-Rufnummer zugeordnet.

## Aufbau
- <owner> Domänenname zu dem dieser RR gehört.
- <ttl> Time to Live gibt in Sekunden an, wie lange dieser RR gültig ist.
- <class> Zeichenfolge „IN“ steht für Internet.
- <ISDN> Zeichenfolge „ISDN“ ist fester Bestandteil.
- <ISDN-adress> ISDN-Rufnummer mit der Landesvorwahl ohne führende Nullen.
- <sa> optionale Subadresse.

## Beispiel
- office1.example.com. 3600 IN ISDN 491234567890